# Personaggi di Grand Theft Auto III
Nel videogioco Grand Theft Auto III sono apparsi un certo numero di personaggi ricorrenti, che sono qui riportati con una breve descrizione.

## Claude
Un criminale muto di Liberty City. Viene ferito dalla complice Catalina durante una rapina, che lo abbandonerà alla polizia. In seguito a un attentato durante un trasporto, riesce a fuggire con un altro prigioniero, 8-Ball. Si può trovare Claude  come personaggio minore su GTA San Andreas su due gare clandestine, ambientato 9 anni prima da GTA III, in Red Country, quando Catalina  lascia Carl "CJ" Johnson, il protagonista di GTA San Andreas, diventando fidanzata di Claude.

## Catalina
La prima antagonista femminile della serie, Catalina è una esperta rapinatrice di banche. Viene uccisa da Claude nell'ultima missione, "Lo scambio". Appare anche nel videogioco GTA San Andreas, ambientato nove anni prima rispetto a GTA III, dove per qualche tempo è la fidanzata di Carl "CJ" Johnson che lascia per mettersi proprio con Claude.

## 8-Ball
8-Ball è specializzato in esplosivi; è introdotto nel videogioco quasi subito: infatti 8-Ball fugge dal convoglio della polizia con Claude e presenta questi a Luigi Goterelli.

## Joey Leone
Joey Leone è il figlio di Salvatore Leone, boss della mafia italo-americana di Liberty City, e lavora come meccanico a Portland.

## Toni Cipriani
Antonio "Toni" Cipriani lavora per la famiglia Leone e vive con sua madre. É protagonista di GTA: Liberty City Stories, ambientato tre anni prima.

## Salvatore Leone
Totò Leone è il capo di una famiglia mafiosa italo-americana di Liberty City, nonché padre di Joey Leone. Verrà assassinato all'uscita del Sex Club 7" da Claude su ordine di Asuka.

## Maria Latore
Maria Latore è la moglie di Salvatore Leone; rivelerà a Claude i piani del marito per ucciderlo.

## Asuka Kasen
È una dei principali leader della Yakuza di Liberty City.

## Donald Love
Ordina a Claude di uccidere Kenji Kasen investendolo con un'auto dei narcotrafficanti colombiani in modo da provocare una guerra tra le bande della Yakuza e del cartello colombiano, facendo salire i prezzi delle proprietà di Love.

## Miguel
Miguel è un esponente del Cartello colombiano di Liberty City, e il nuovo partner di Catalina dopo Claude.

## Luigi Goterelli
Luigi Goterelli è il comproprietario di un night club chiamato "Sex Club 7" nel Distretto a luci rosse dell'isola di Portland collegato con le famiglie mafiose di Liberty City.

## Ray Machowski
Ray Machowski è un poliziotto corrotto di Liberty City che lavora per la Yakuza.

## Kenji Kasen
Fratello di Asuka Kasen e anch'egli legato alla Yakuza, affida delle missioni a Claude a Staunton. Però, a ordine di Donald Love, verrà ucciso.

## Marty Chonks
Marty Chonks è un serial killer e proprietario della fabbrica Bitch'n' Dog Food. Affida dei lavori a Claude a Portland, parlando da un telefono pubblico a Trenton, vicino all'officina di Joey Leone. Le sue missioni non sono obbligatorie.

## El Burro
El Burro è il capo della banda dei Diablos; assegna dei lavori a Claude a Portland, parlando da un telefono a Hepburn Heights. Le missioni non sono obbligatorie.

## King Courtney
King Courtney è il boss degli Yardies. Assegnerà a Claude diversi lavori tramite un telefono pubblico vicino al Liberty Campus. Di solito l'obiettivo primario sono attacchi verso bande nemiche, come i Diablos. Il lavoro "finale" farà cadere Claude in una trappola, dove Catalina ha inviato dei kamikaze per uccidere Claude, un atto che incrinerà la relazione tra Claude e gli Yardies. Le missioni non sono obbligatorie per completare il gioco.

## D-Ice
Ingaggia Claude tramite un telefono pubblico per conto della sua gang di Southside. D-Ice fa parte della gang dei Jacks, che ha stretto un'alleanza con l'altra gang dei Nines. Le missioni non sono obbligatorie per completare il gioco.